# Krepšinio klubas Lietkabelis
El Krepšinio klubas Lietkabelis es un club profesional de baloncesto basado en Panevėžys, Lituania fundado en 1964 y que participa en la LKL y en la BBL. Disputa sus encuentros como local en el Cido Arena, con capacidad para 5.656 espectadores.

## Historial
| Temporada | Liga | Pos. | Postemporada     | Liga Báltica   | Pos.   | LKF taurė        | Competiciones europeas |
| --------- | ---- | ---- | ---------------- | -------------- | ------ | ---------------- | ---------------------- |
| 1993–94   | LKL  | 9    | –                | –              | –      | –                | –                      |
| 1994–95   | LKL  | 9    | –                | –              | –      | –                | –                      |
| 1995–96   | LKL  | 10   | –                | –              | –      | –                | –                      |
| 1996–97   | LKL  | 9    | –                | –              | –      | –                | –                      |
| 1997–98   | LKL  | 10   | –                | –              | –      | –                | –                      |
| 1998–99   | LKL  | 6    | Cuartos de final | –              | –      | –                | –                      |
| 1999–00   | LKL  | 6    | Cuartos de final | –              | –      | –                | Jugó la Copa Korać     |
| 2000–01   | LKL  | 7    | Cuartos de final | –              | –      | –                | –                      |
| 2001–02   | LKL  | 9    | –                | –              | –      | –                | –                      |
| 2002–03   | LKL  | 9    | –                | –              | –      | –                | –                      |
| 2003–04   | LKL  | 7    | Cuartos de final | –              | –      | –                | –                      |
| 2004–05   | LKL  | 8    | Cuartos de final | Challenge Cup  | 3      | –                | –                      |
| 2005–06   | LKL  | 7    | Cuartos de final | Elite Division | 11     | –                | –                      |
| 2006–07   | LKL  | 5    | Cuartos de final | Challenge Cup  | 11     | –                | –                      |
| 2007–08   | LKL  | 9    | –                | Challenge Cup  | 4      | –                | –                      |
| 2008–09   | LKL  | 9    | –                | Challenge Cup  | 7      | Octavos de final | –                      |
| 2009–10   | LKL  | 6    | Cuartos de final | Challenge Cup  | 3      | –                | –                      |
| 2010–11   | LKL  | 6    | Cuartos de final | Challenge Cup  | 3      | 2ª ronda         | –                      |
| 2011–12   | LKL  | 11   | –                | Challenge Cup  | 1      | Retirado         | –                      |
| 2012–13   | LKL  | 9    | –                | Top 16         | Top 16 | Cuartos de final | –                      |
| 2013–14   | LKL  | 9    | –                | Top 16         | Top 16 | 4ª ronda         | –                      |